# Corades lactefusa
Corades lactefusa är en fjärilsart som beskrevs av Otto Thieme 1906. Corades lactefusa ingår i släktet Corades och familjen praktfjärilar. Inga underarter finns listade i Catalogue of Life.